# 吕内维尔区
吕内维尔区（法語：Arrondissement de Lunéville）是法国默尔特-摩泽尔省所辖的一个区。总面积1451平方公里，总人口78300，人口密度54人/平方公里（2017年）。主要城镇为吕内维尔。

## 辖区
吕内维尔区辖有164个市镇。